# Tegnérgatan

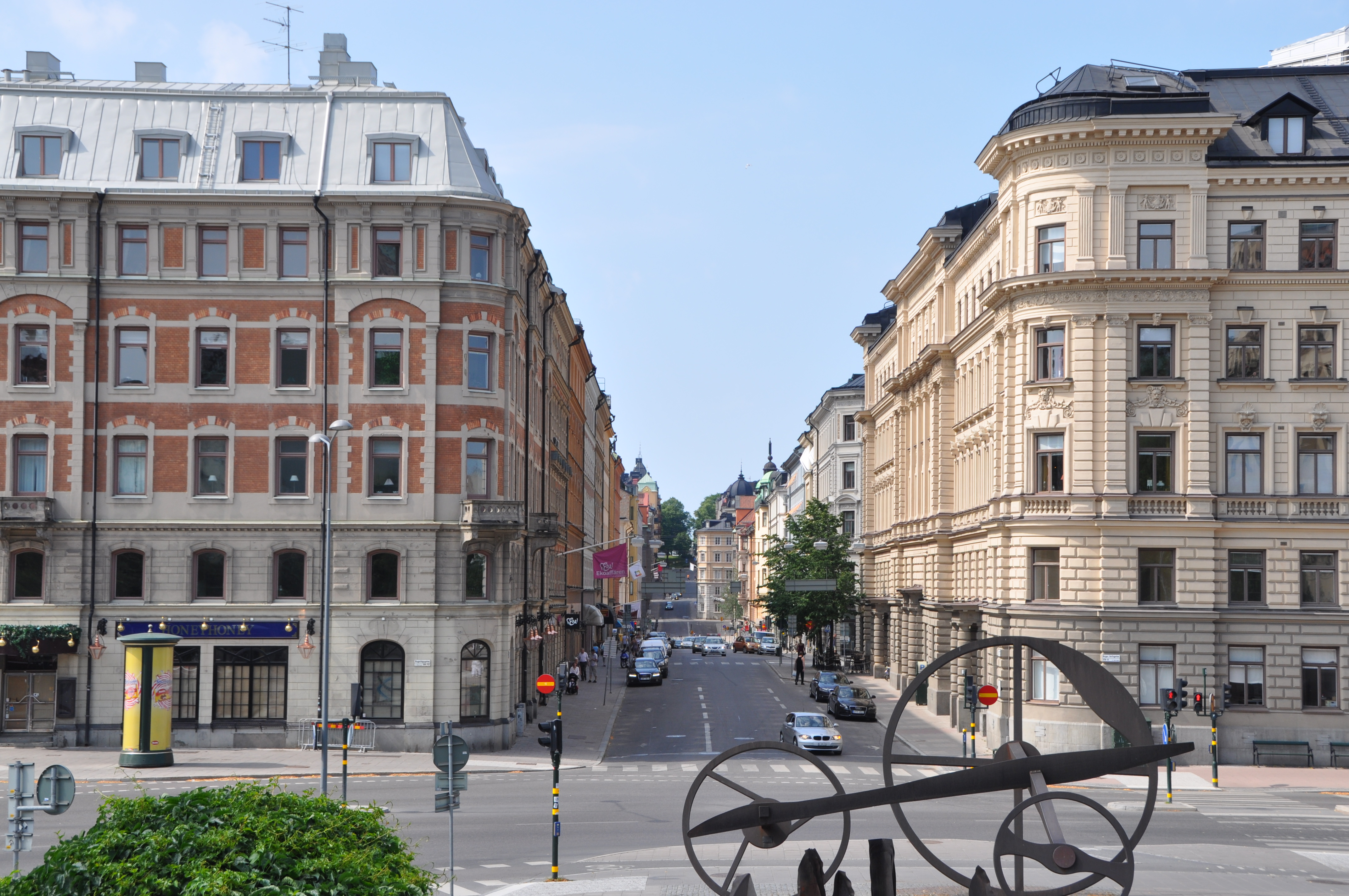
Tegnérgatan västerut från Birger Jarlsgatan

Tegnérgatan är en gata på gränsen mellan Vasastan och Norrmalm i centrala Stockholm. Gatan går från Birger Jarlsgatan fram till Dalagatan och Barnhusbron och passerar bland annat Sveavägen, Drottninggatan och Tegnérlunden. Gatan innehåller några av Stockholms finaste exempel på det sena 1800-talets stadsbyggnadskonst. Det första namnet på gatan var det topografiskt beskrivande namnet Tre Backar Långgata. Sitt nuvarande namn fick gatan vid 1885 års namnrevision (tillsammans med Tegnérlunden). Då blev namnet Tegnérsgatan (med "s") efter skalden och biskopen Esaias Tegnér (1782-1846). På Namnberedningens förslag ändrades namnet 1932 slutligen till Tegnérgatan.

## Sträckning
|                                           | 1: Spårvägspalatset |
| 2: Kv. Hälsan                             |                     |
| 3: Johannes kyrka                         |                     |
| 4: Bierhaus                               |                     |
| 5: Bronco's (tidigare Apoteket Leoparden) |                     |
| 6: Biografen Grand                        |                     |
| 7: Rolfs kök                              |                     |
| 8: Blå tornet                             |                     |
| 9: Enskilda Gymnasiet                     |                     |
| 10: Tegnérlunden                          |                     |
| 11: Nya kyrkan                            |                     |
| 12: Adolf Fredriks musikskola             |                     |
| 13: Berget 10                             |                     |

Tegnérgatan förbinder Birger Jarlsgatan med Dalagatan och Barnhusbron. Gatan går i öst-västlig riktning Den kan delas upp i tre delar; avsnittet mellan Birger Jarlsgatan och Sveavägen; backen upp från Sveavägen till Drottninggatan och Tegnérlunden; samt de sista tre kvarteren från Tegnérlunden och fram till Dalagatan och Barnhusbron.

## Birger Jarlsgatan till Sveavägen

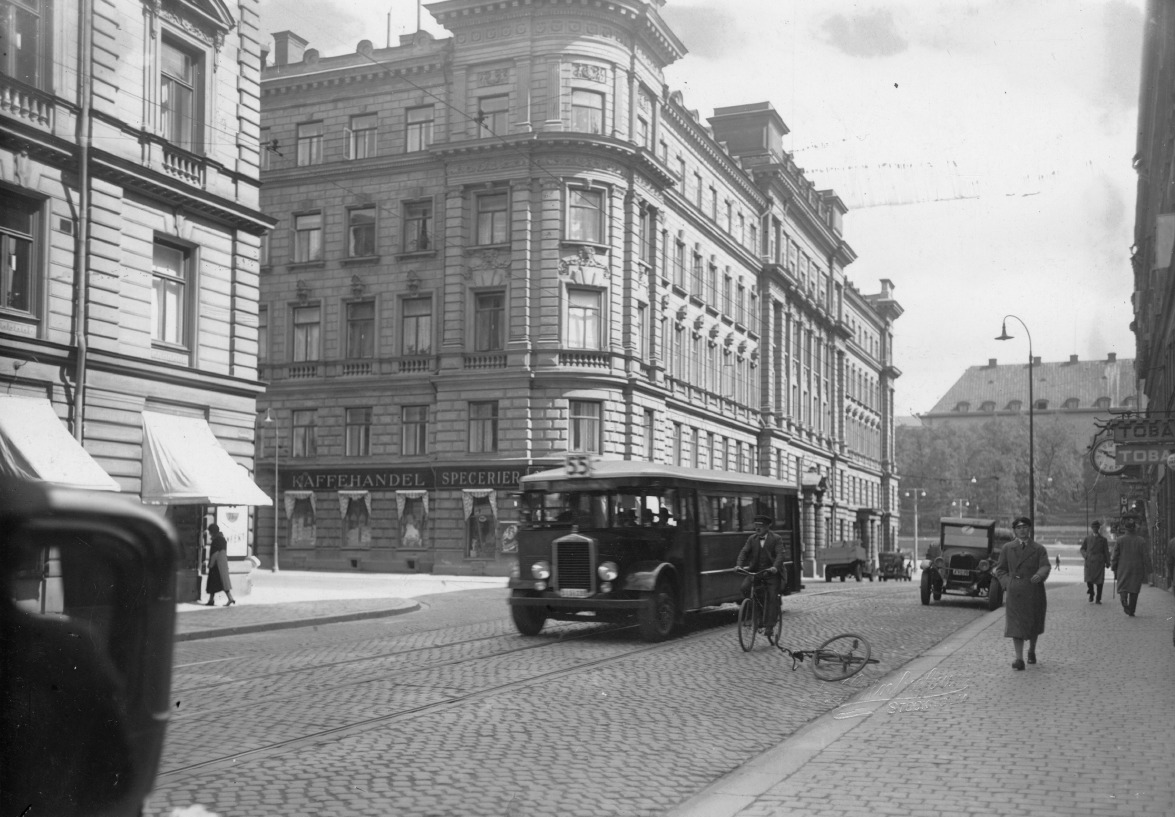
Tegnérgatan med Spårvagnspalatset 1930. Samtliga hus på bilden finns kvar idag. Längst till vänster är hörnhuset i kvarteret Hälsan.

Sträckningen mellan Birger Jarlsgatan innehåller många välbevarade och kulturhistoriskt värdefulla kvarter och fastigheter från slutet av 1800-talet. Det första kvarteret på höger sida är kvarteret Spårvagnen med Spårvägspalatsets pampiga fasad mot Tegnérgatan. Kvarteret med sina bevarade vagnshallar var tidigare hjärtat i Stockholms spårvägstrafik. I kvarteret Hälsan, i korsningen Tulegatan och Tegnergatan ligger ett värdefullt artonhundratalshus med en unik återskapad fasad som bland annat innehåller sgraffitomålningar på det översta våningsplanet. Byggnaden ägs av Probitas, som är missionsförsamlingen Immanuelskyrkans fastighetsbolag. Den kyrkliga närvaron i kvarteren är stor, i korsningen mot Döbelnsgatan ligger equmenia och Svenska Missionskyrkans huvudkontor och bokhandel, Gummessons. Det första kvarteret på vänster sida sluttar brant upp mot Johannes kyrka som reser sig över kvarteren.
Denna del av gatan rymmer också ett flertal lokalt välkända restauranger, bland annat Stockholms enda polska restaurang Café Piastowska, Bierhaus (före detta puben Limerick), som är inrymd i den numera nedlagda klassiska gourmetkrogen Gourmets tidigare lokaler, och Bronco's, som tidigare ägdes av tyngdlyftaren Lennart Hoa-Hoa Dahlgren. Här låg även den numera nedlagda rockklubben/krogen Tre Backar[källa behövs].
På kartan: Spårvägspalatset (1), Kvarteret Hälsan (2), Johannes Kyrka (3), Bierhaus (4) och Bronco's (5).

## Sveavägen till Tegnérlunden

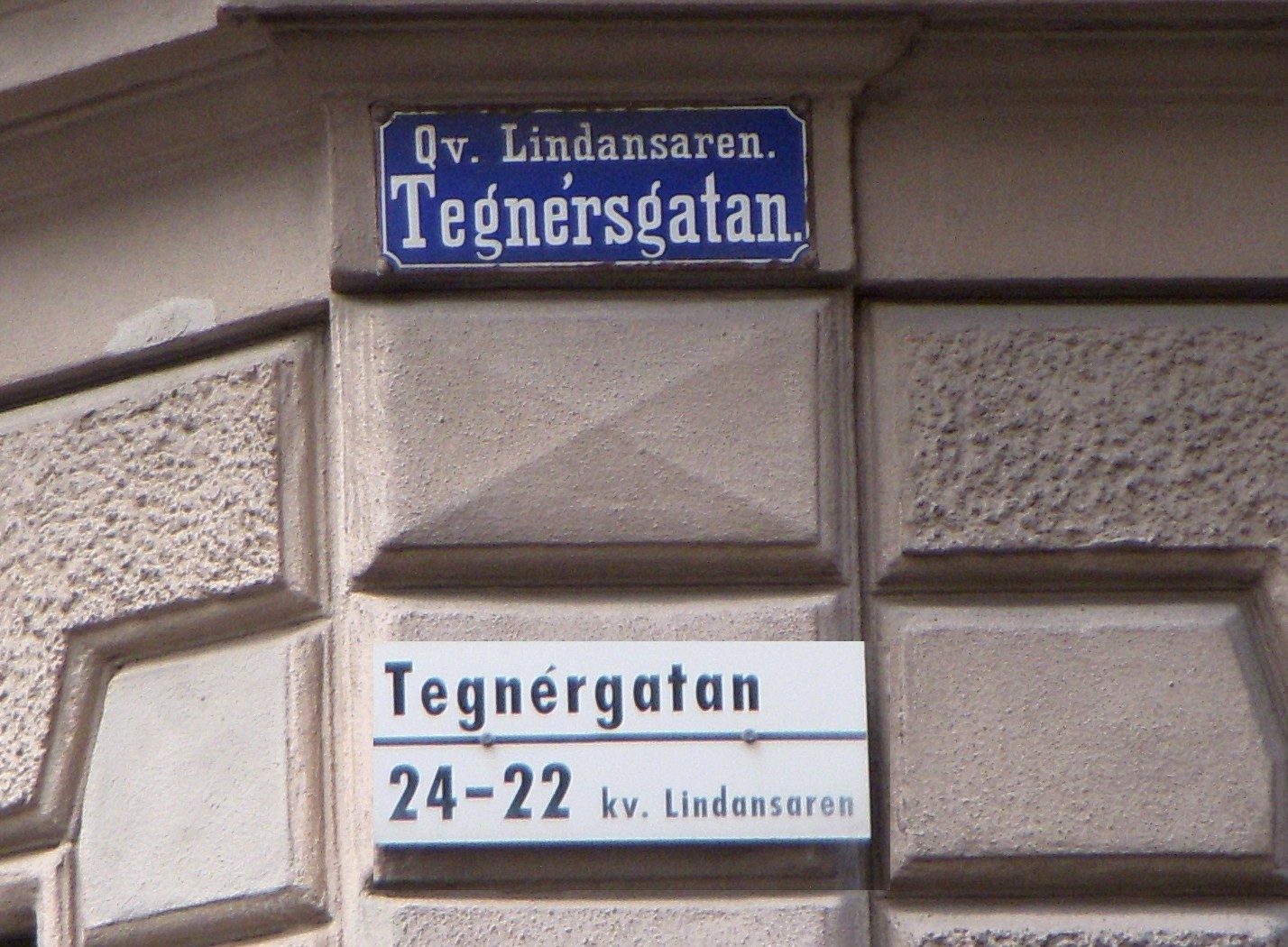
Äldre och nyare gatuskylt

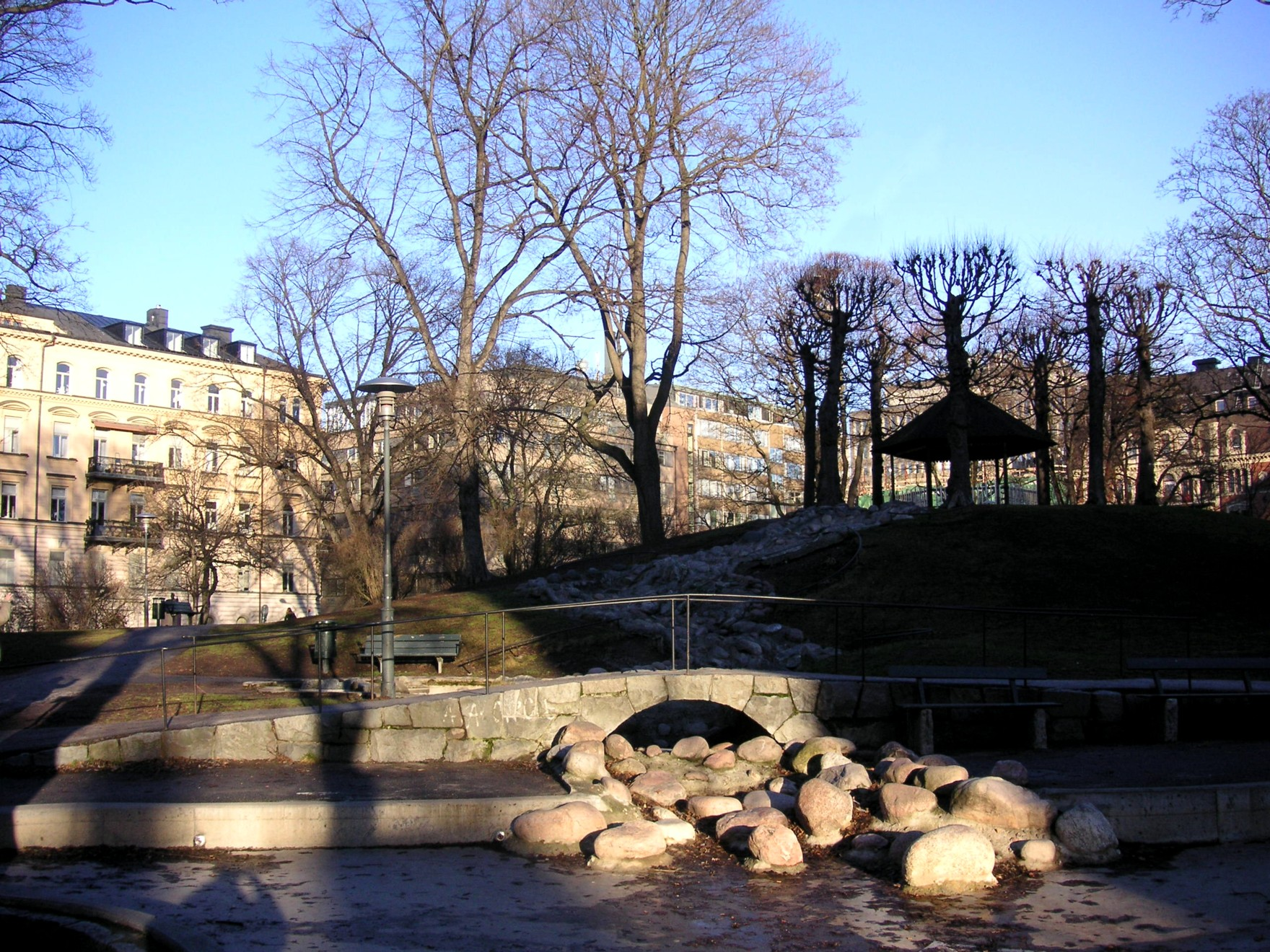
Tegnérlunden

Tegnérgatan sträckning mellan Sveavägen och Tegnérlunden är en av Stockholms brantare gatsträckningar. I korsningen mot Sveavägen ligger två pampiga 1920-talshus som vaktar backens början, i det vänstra ligger biografen Grand där Olof Palme tillbringade sina sista timmar innan han sköts ihjäl några kvarter bort på Sveavägen. Här restes också Percy F. Lucks hus 1903, för handelsbolagets butik och tillverkning. På vänster sida, mellan Holländargatan och Drottninggatan ligger restaurangen Rolfs kök som innehåller en omskriven originalinredning från 1980-talet signerad Jonas Bohlin och Thomas Sandell. I korsningen mot Drottninggatan ligger August Strindbergs sista bostad Blå tornet som idag inrymmer Strindbergsmuseet. I fonden för backen ligger Tegnérlunden som bland annat innehåller statyer av Strindberg och Astrid Lindgren vars bok Mio min Mio delvis utspelar sig i parken. På den södra sidan av parken finns också privatskolan Enskilda Gymnasiet samt Nya kyrkan, som företräder swedenborgianismen.
På kartan: Biografen Grand (6), Rolfs kök (7), Blå Tornet (8), Enskilda Gymnasiet (9), Tegnérlunden (10), och Nya kyrkan (11).

## Tegnérlunden till Dalagatan
Den sista biten av Tegnérgatan består bara av tre kvarter, gatan korsar Dalagatan och övergår sedan i Barnhusbron som leder över Torsgatan, järnvägsspåren och Klara sjö till Kungsholmen. I korsningen mot Dalagatan finns ett tidigt modernistiskt bostadshus, Berget 10 ritat av Sven Markelius och uppfört 1929-1930. Mitt emot finns Adolf Fredriks musikskola. Kvarteren mellan Dalagatan och Upplandsgatan innehåller många välbevarade exempel på sekelskiftesarkitektur. På höger sidan, efter korsningen mot Dalagatan, reser sig Sabbatsbergsområdet.
På kartan: Adolf Fredriks musikskola (12) och Berget 10 (13).